# Sign of the Times
〈Sign of the Times〉은 가수 해리 스타일스의 노래이다. 솔로 데뷔곡이자 데뷔 음반 《Harry Styles》의 리드 싱글이다. 빌보드 핫 100 4위와 영국 싱글 차트 1위를 한 곡이다. 미국 음반 산업 협회(RIAA) 인증 4× 플래티넘 등급을, 영국 축음기 협회(BPI) 인증 더블 플래티넘 등급을 받은 곡이다.

## 인증
| 국가                                                             | 인증        | 판매량/출하량 |
| ---------------------------------------------------------------- | ----------- | ------------- |
| 오스트레일리아 (ARIA)                                            | 4× 플래티넘 | 280,000       |
| 오스트리아 (IFPI 오스트리아)                                     | 플래티넘    | 30,000        |
| 벨기에 (BEA)                                                     | 플래티넘    | 20,000        |
| 브라질 (Pro-Música Brasil)                                       | 다이아몬드  | 250,000       |
| 캐나다 (뮤직 캐나다)                                             | 4× 플래티넘 | 320,000       |
| 덴마크 (IFPI Danmark)                                            | 플래티넘    | 90,000        |
| 프랑스 (SNEP)                                                    | 플래티넘    | 133,333       |
| 독일 (BVMI)                                                      | 플래티넘    | 400,000       |
| 이탈리아 (FIMI)                                                  | 2× 플래티넘 | 100,000       |
| 멕시코 (AMPROFON)                                                | 다이아몬드  | 300,000       |
| 뉴질랜드 (RMNZ)                                                  | 골드        | 15,000        |
| 노르웨이 (IFPI 노르웨이)                                         | 플래티넘    | 60,000        |
| 폴란드 (ZPAV)                                                    | 플래티넘    | 20,000        |
| 포르투갈 (AFP)                                                   | 골드        | 5,000         |
| 스페인 (PROMUSICAE)                                              | 골드        | 20,000        |
| 스위스 (IFPI 스위스)                                             | 2× 플래티넘 | 40,000        |
| 영국 (BPI)                                                       | 2× 플래티넘 | 1,200,000     |
| 미국 (RIAA)                                                      | 4× 플래티넘 | 4,000,000     |
| Streaming                                                        |             |               |
| 스웨덴 (GLF)                                                     | 2× 플래티넘 | 16,000,000    |
| 판매량+스트리밍을 기반으로 한 인증 · 스트리밍을 기반으로 한 인증 |             |               |